# Euxoa maderensis
Euxoa maderensis là một loài bướm đêm trong họ Noctuidae.